# Jacksonville Beach
Jacksonville Beach es una ciudad ubicada en el condado de Duval en el estado estadounidense de Florida. En el Censo de 2010 tenía una población de 21.362 habitantes y una densidad poblacional de 375,52 personas por km².

## Geografía
Jacksonville Beach se encuentra ubicada en las coordenadas 30°16′24″N 81°23′9″O / 30.27333, -81.38583. Según la Oficina del Censo de los Estados Unidos, Jacksonville Beach tiene una superficie total de 56.89 km², de la cual 18.99 km² corresponden a tierra firme y (66.61%) 37.89 km² es agua.

## Demografía
Según el censo de 2010, había 21.362 personas residiendo en Jacksonville Beach. La densidad de población era de 375,52 hab./km². De los 21.362 habitantes, Jacksonville Beach estaba compuesto por el 90.94% blancos, el 3.89% eran afroamericanos, el 0.24% eran amerindios, el 1.73% eran asiáticos, el 0.05% eran isleños del Pacífico, el 0.91% eran de otras razas y el 2.24% pertenecían a dos o más razas. Del total de la población el 4.32% eran hispanos o latinos de cualquier raza.